# Mermeros (Kentaur)

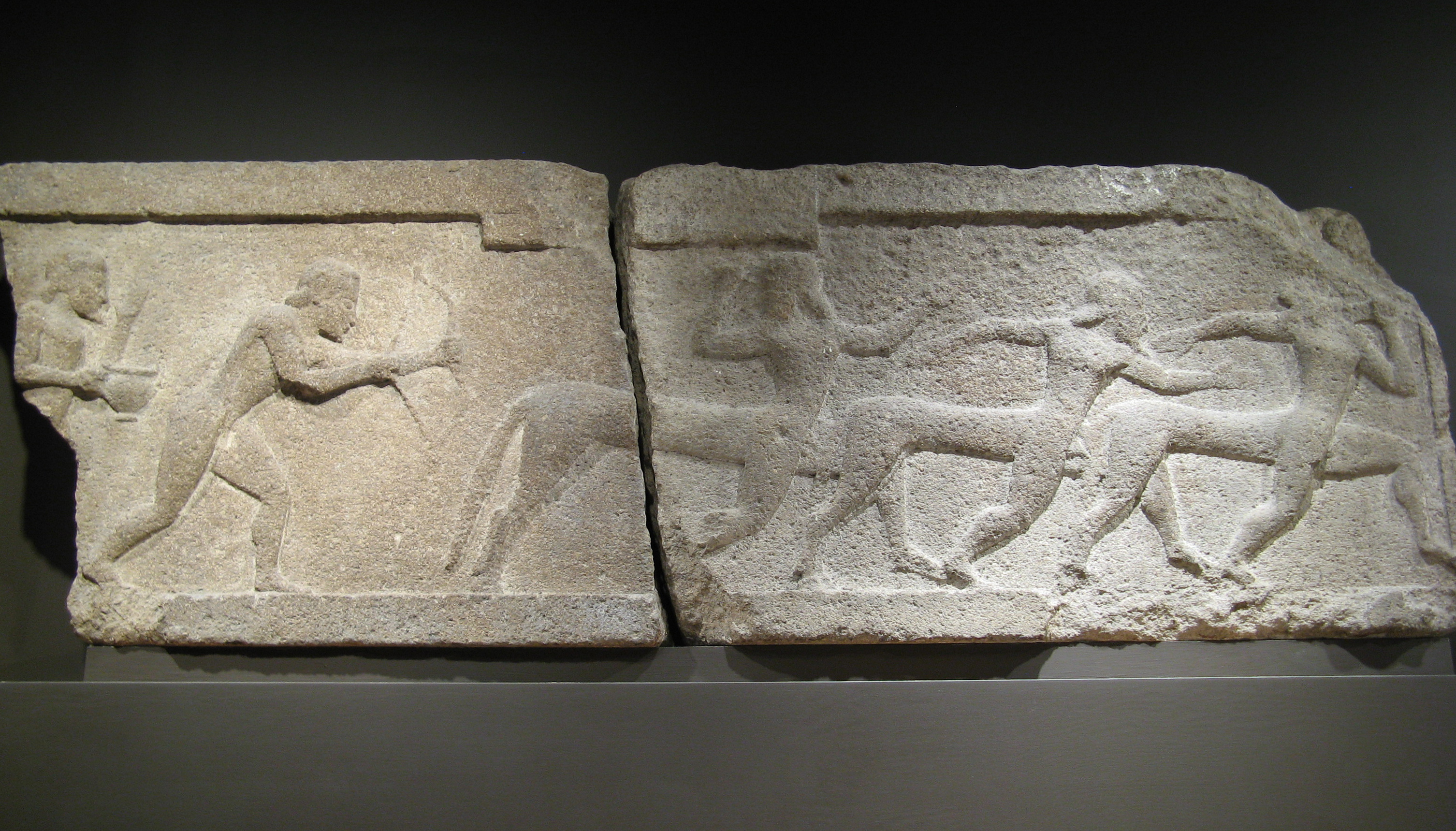
Athenatempel (Assos): Kentauren ergreifen die Flucht

Mermeros ist ein Kentaur der griechischen Mythologie. In der Kentauromachie auf der Hochzeit des Lapithen Peirithoos kann er fliehen. Einzige Quelle ist das zwölfte Buch der ovidischen Metamorphosen.

## Name
Er kommt vom griechischen μέρμερος, mérmeros, lateinisch und deutsch mit der gleichen Betonung auch Mérmerus. Liddell-Scott übersetzt den Begriff mit „baneful“ und  so wäre er der Unheilvolle oder Tödliche, durchaus passend zu den anthropomorphen Kentaurennamen, „die sich auf Wildheit, Grausamkeit und rohen Charakter beziehen.“

## Mythos
In der Schlacht mit den Lapithen geraten die Kentauren nach dem ersten blutigen Gemetzel schnell ins Hintertreffen. Nach der Verletzung und Flucht des aggressiven Rhoikos kommt es zur Massenflucht, darunter der Mermeros:
„Quique pedum nuper certamine vicerat omnes

Mermeros accepto tum vulnere tardius ibat.“ (Ovid)
„Und auch der (flieht), der vor kurzem im Wettkampf der Füße (im Wettlauf) alle besiegt hatte,

der Mermeros, er ging langsamer, da er sich darauf (nach dem Wettlauf, in der Schlacht) eine Verwundung zugezogen hatte.“ (Eigenübersetzung in Prosa)
Mermeros ist also weniger der „Tödliche“, sondern eher der „Schnellläufer“ – mit wem er um die Wette rann, mit dem Feind oder mit seinen flüchtenden Kampfgenossen, bleibt offen – doch das half ihm auch nicht weiter, denn er wurde im Kampf verwundet, jetzt hinkt er und muss langsamer (tardius) gehen. Trotzdem wird er sein Heil in der Flucht finden. Er wird nicht nur durch Schnelligkeit und Verwundung aus der Herde herausgehoben, sondern auch durch die Stellung seines Namens (ein Daktylus) an der Spitze des Verses mit der sich anschließenden Atempause (Dihärese). Zum mythologischen Zusammenhang und zur literarischen Gestaltung der Fluchtszene siehe den Artikel Melaneus.